# Amphimallon solstitiale
Amphimallon solstitiale o escarabat de Sant Joan és una espècie de coleòpter polífag de la família dels escarabèids. És habitual a Catalunya volant les nits d'estiu atret per la llum.
La coloració varia molt: tonalitats verdoses, ocres i marrons, llisos o ratllats. S'alimenta de fruita dolça i molt madura; les figues són una de les preferides. També consumeix el nèctar de les flors i parts de les mateixes flors. Les seves larves consumeixen fusta podrida contribuint a la renovació del bosc.